# Polaris Fashion Place
Le Polaris Fashion Place est un centre commercial à deux niveaux se trouvant au nord de Columbus, Ohio, États-Unis. Appartenant à Glimcher Realty Trust, il est situé au bord de l'Interstate 71 sur Polaris Parkway.
Les six grands magasins sont Saks Fifth Avenue, Von Maur (anciennement Lord & Taylor), Macy's (anciennement Lazarus), JCPenney, Sears, et The Great Indoors. Un ancien Kaufmann's est vacant et est en train d'être démantelé pour faire place à un nouveau quartier commercial en plein air. Le Polaris dispose de plus de 150 boutiques et d'une aire de restauration situé à l'étage.

## Histoire
Le Polaris Fashion Place fut inauguré le 25 octobre 2001.
L'ancien espace du magasin Kaufmann's est en cours de démolition, à compter d'octobre 2007. Il est prévu de transformer cette zone en un marché en plein air. Il existe aussi un Hilton Hotel de 300 chambres en construction juste au sud-est de cet espace. 
De nombreuses boutiques ont récemment été développées, dont un Circuit City, Mimi's Cafe, BJ's Steakhouse, et la deuxième branche de Mitchell's Steakhouse, propriété du célèbre chef et restaurateur Cameron Mitchell. 
À compter du 1er octobre 2007, les animaux domestiques sont interdits à l'intérieur du centre commercial.

## Commerces
Le centre dispose d'environ 150 commerces dont:
- Grands magasins
  - Saks Fifth Avenue
  - Von Maur
  - Macy's
  - JCPenney
  - Sears
  - The Great Indoors

- Boutiques
  - Aéropostale
  - American Eagle Outfitters
  - Banana Republic
  - Brookstone
  - California Pizza Kitchen
  - Chick-fil-A
  - Dell Direct Store
  - Disney Store
  - Gap, Inc.
  - Louis Vuitton at Saks Fifth Avenue
  - RadioShack
  - Sephora
  - Starbucks
  - T-Mobile
  - Verizon Communications